# Lignes de Floriana

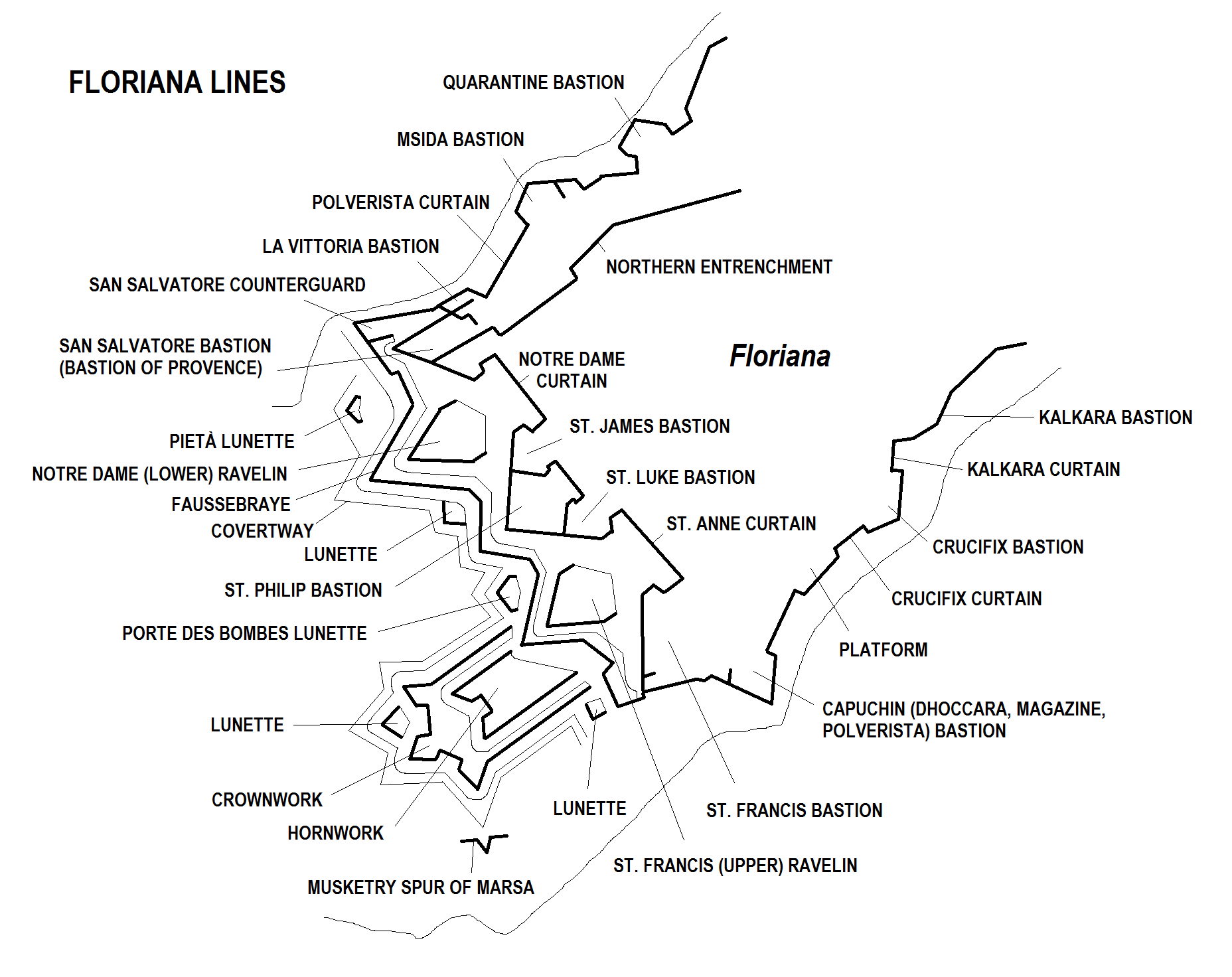
Carte des lignes de Floriana.

Les lignes de Floriana (en maltais : Is-Swar tal-Furjana) sont un ensemble de lignes de fortifications à Il-Furjana (Floriana) à Malte. Elles entourent les fortifications de La Valette et forment les défenses extérieures de la capitale maltaise.
La construction des lignes commencent en 1636 par l'ordre de Saint-Jean de Jérusalem et elles sont modifiées tout au long des XVIIe et XVIIIe siècles. Militairement, c'est lors du blocus de Malte (1798-1800) par la France qu'elles sont utilisées.
Les lignes de Floriana sont depuis 1998 inscrites sur la liste indicative maltaise du patrimoine mondial de l'Unesco.

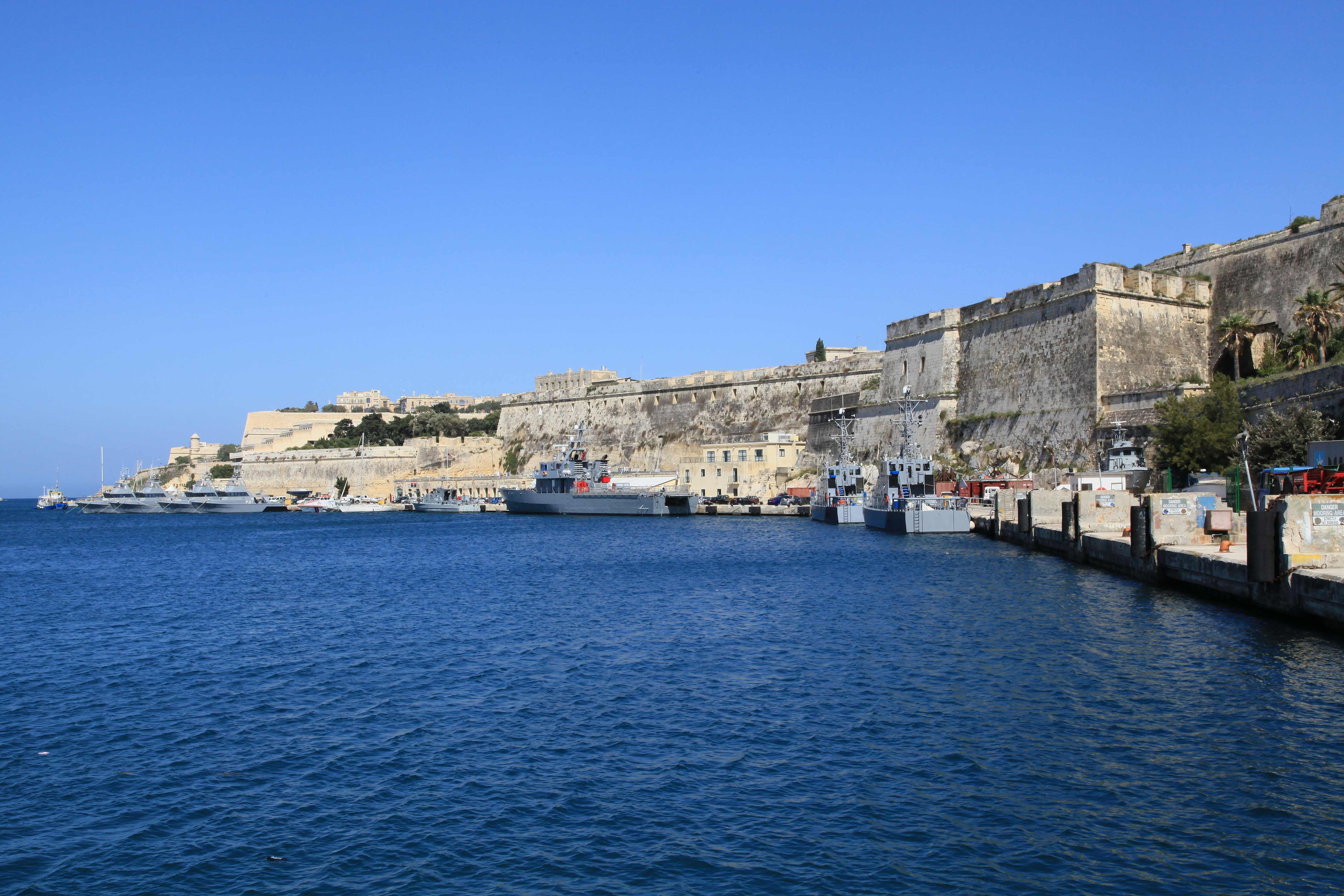
Enceinte fortifiée autour de Marsamxett Harbour.